# Tu cosa vedi quando chiudi gli occhi
Tu cosa vedi quando chiudi gli occhi è il quarto album in studio del cantautore italiano Michele Bravi, pubblicato il 12 aprile 2024 dall'etichetta Universal Music Italia.

## Antefatti e descrizione
Successivamente alla pubblicazione del terzo album in studio La geografia del buio del 2021 e la partecipazione al Festival di Sanremo 2022 con il brano Inverno dei fiori, Bravi ha preso una pausa discografica affermando che "ogni volta che mi mettevo davanti ad un pianoforte non ne usciva niente. Poi ho fatto un corso che è diventato più che altro un gioco e tra una lettera scritta a me stesso e la scelta di lavori immaginari per i quali calarmi nella parte, ad un certo punto mi sono sbloccato".

Il progetto discografico si compone di tredici brani, dodici scritti dallo stesso artista con numerosi autori tra cui Lorenzo Vizzini e Galeffi, mentre la traccia Ti avessi conosciuto prima è stata scritta da Giuliano Sangiorgi. Il progetto è liberamente ispirato agli scritti del neurologo britannico Oliver Sacks. In un'intervista rilasciata al Corriere della Sera il cantautore ha raccontato il significato del progetto e la sua produzione:

## Copertina
La copertina dell'album è stata ideata da Mauro Balletti con lo stilista Antonio Marras.

## Tracce
1. Viaggio nel tempo – 3:08 (Michele Bravi, Antonio Caputo, Gabriel Rossi, Lorenzo Santarelli, Marco Salvaderi)
2. Mi sono innamorato di te – 3:05 (Michele Bravi, Alessio Buongiorno, Domenico Cambareri)
3. Leggi dell'universo – 2:50 (Michele Bravi, Lorenzo Vizzini, Marco Paganelli)
4. Per me sei importante – 3:19 (Michele Bravi, Gabriel Rossi, Lorenzo Santarelli, Marco Salvaderi, Matteo Orsi)
5. Odio – 2:50 (Michele Bravi, Alessio Buongiorno, Domenico Cambareri, Gabriel Rossi, Lorenzo Santarelli, Marco Salvaderi)
6. Mal d'amore – 2:51 (Michele Bravi, Alessio Marullo, Antonio Caputo)
7. Umorismo italiano (feat. Guè) – 3:33 (Michele Bravi, Antonio Caputo, Gabriel Rossi, Lorenzo Santarelli, Marco Salvaderi)
8. Malumore francese (feat. Carla Bruni) – 3:01 (Michele Bravi, Antonio Caputo, Emanuele Mattozzi)
9. Infanzia negli occhi – 4:04 (Michele Bravi, Alessio Buongiorno, Domenico Cambareri)
10. Se ci guardassimo da fuori – 3:06 (Michele Bravi, Antonio Caputo, Gabriel Rossi, Lorenzo Santarelli, Marco Salvaderi)
11. Ti avessi conosciuto prima – 3:28 (Giuliano Sangiorgi)
12. Sporchissima poesia – 2:39 (Michele Bravi, Iacopo Sinigaglia, Marco Cantagalli)
13. Atlante degli amanti – 3:56 (Michele Bravi)

## Classifiche
| Classifica (2024) | Posizione massima |
| ----------------- | ----------------- |
| Italia            | 10                |